# Gmina Martna
Gmina Martna (est. Martna vald) – dawna gmina wiejska w Estonii, w prowincji Lääne. W 2017 roku została włączona w skład gminy zbiorowej Lääne-Nigula.
W skład gminy wchodziły:
- 34 wsie: Allikotsa, Ehmja, Enivere, Jõesse, Kaare, Kaasiku, Kabeli, Kasari, Keravere, Keskküla, Keskvere, Kesu, Kirna, Kokre, Kuluse, Kurevere, Laiküla, Liivaküla, Martna, Männiku, Niinja, Nõmme, Ohtla, Oonga, Putkaste, Rannajõe, Rõude, Soo-Otsa, Suur-Lähtru, Tammiku, Tuka, Uusküla, Väike-Lähtru, Vanaküla.